# Muncelu Mare, Hunedoara
Muncelu Mare este un sat în comuna Vețel din județul Hunedoara, Transilvania, România.

## Monumente istorice
- Biserica de lemn „Duminica Tuturor Sfinților”

## Imagini

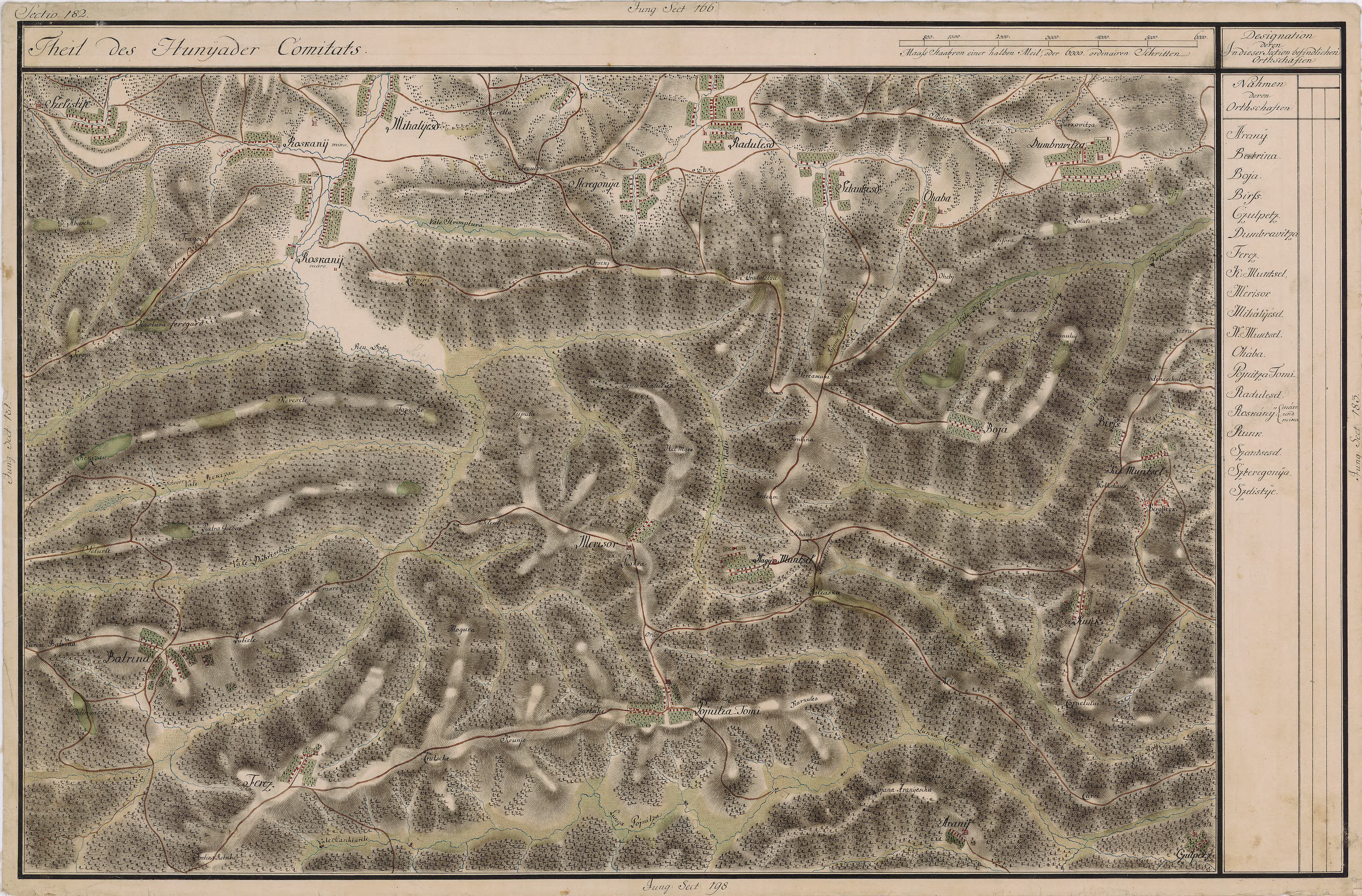
Muncelu Mare în Harta Iosefină a Transilvaniei, 1769-1773